# Chusquea longiprophylla
Chusquea longiprophylla är en gräsart som beskrevs av Lynn G. Clark. Chusquea longiprophylla ingår i släktet Chusquea och familjen gräs.
Artens utbredningsområde är Colombia. Inga underarter finns listade i Catalogue of Life.